# Ашуров, Ага Гаджи Аслан оглы
Ага Гаджи Аслан оглы Ашуров (азерб. Ağa Hacı Aslan oğlu Aşurov; 25 июня [7 июля] 1886, Баку, Бакинский уезд, Бакинская губерния, Российская империя — 1936, Ростов, Ростовский район, СССР, РСФСР) — азербайджанский общественный и государственный деятель. Министр торговли и промышленности, министр почтовой службы и телеграфа Азербайджанской Демократической Республики. Член парламента АДР.

## Род Ашуровых
Впервые семья Ашуровых бакинского происхождения была упомянута в 1707 году. Ашуровы стали купцами первой гильдии в 1876 году. Они принимали участие в общественной жизни старого Баку. С 1882 по 1918 год Ашуровы являлись представителями Бакинской городской думы и органов управления. 
В 1903 году семья была причислена к категории почетных граждан. В связи с этим, в период царствования Николая II Ашуровы обладали некоторыми привилегиями — освобождение от рекрутской повинности, телесного наказания, подушного налога.  
Отец Ага Гаджи, Гаджи Аслан Ашуров в 1905 году принимал участие в защите населения Баку от дашнакских банд во время армяно-мусульманской резни.

## Биография
Ага Гаджи Аслан оглы Ашуров родился в 25 июня (7 июля) 1886 года в Баку. Окончил Бакинскую гимназию. Продолжил образование в Германии, получив специальность инженера-электрика. Там же женился на девушке Анне немецкого происхождения. По возвращении на родину работал в управлении Бакинской городской думы.
В 1908 году под руководством Ашурова было подписано соглашение на строительство в Баку новой электрической станции. Участвовал в проведении в Баку Шолларского водопровода. 
Являлся одним из руководителей общества «Нашри-маариф», а также членом Бакинской городской думы. 
Являлся членом Временного исполнительного комитета Мусульманского Национального Совета. Участвовал в съезде мусульман Кавказа в Баку. Во время мартовской резни 1918 года в составе Делегации мусульман участвовал в примирительный переговорах с членами Комитета защиты революционеров Кавказа, членами Армянского национального совета в Баку и с консулом Ирана в Баку Хабибулла Ханом.
В первом составе II кабинета министров Азербайджанской Демократической Республики являлся министром торговли и промышленности (с 17 июня по 6 октября 1918 года).
Во втором составе II кабинета министров АДР являлся министром почтовой службы и телеграфа (с 6 октября по 26 декабря 1018).
27 апреля 1920 года Ашуров стал единственным членом парламента АДР, проголосовавшим против того, чтобы сдаться большевикам. В связи с этим большевики постановили арестовать Ашурова, но задержать его так и не удалось.
Не сумев эмигрировать в Турцию, Ашуров переехал в Ростов, где скончался в 1936 году.

## Деятельность

### Член Национального движения
Ашуров был избран членом временного Исполнительного комитета Мусульманского Национального Совета после Февральской революции и участвовал в съезде мусульман Кавказа, проходившем в Баку 15—20 апреля 1917 года. Во время резни азербайджанцев и мусульман в марте 1918 года в Баку Ашуров организовал встречу Комитета защиты революционеров Кавказа, членов Национального совета Армении в Баку и консула Ирана в Баку Хабибуллы Хана. В переговорах, проведенных в гостинице «Астория», приняли участие Алимардан-бек Топчибашов, Молла Хаджи Мир Мохсун, Гаджи Гусейн Тагиев, Абдул Казымзаде.

### В период АДР
Ашуров был назначен 17 июня 1918 года министром торговли и промышленности во втором кабинете министров Азербайджанской Демократической Республики и возглавлял министерство продовольствия до 6 октября 1918 года. На первом этапе существования Республики торгово-промышленная и продовольственная политика Ашурова определялась государством. Ашуров сыграл особую роль в борьбе с экономическим кризисом, работал над созданием системы государственного контроля над экономикой несмотря на то, что его действия способствовали решительным и жестким мерам в борьбе с частной собственностью, противоречащим государственным интересам. Ашуров являлся главным защитником независимой экономической линии государства. 
6 октября 1918 года в связи с некоторыми изменениями в правительстве Ашуров был назначен министром почты и телегафа. Занимал данную должность до 26 декабря 1918 года. Издал приказы и распоряжения о развитии в стране средств почты и телеграфа, развитии всех видов связи. 
7 декабря 1918 года был избран в Парламент АДР. Входил во фракцию «Мусават и безпартийные» (состоявшую из 38 депутатов). Ага Гаджи Ашуров был одним из самых активных депутатов парламента. Например, его речь о законопроекте от 10 декабря 1918 года и его действенные предложения заслуживают внимания и встречают аплодисменты парламентариев. 
Являлся членом парламента до падения АДР.

### Против большевиков
В период вторжения Красной Армии, он был единственным членов парламента, проголосовавшим против большевиков. Поэтому большевиками был выдан ордер на его арест. Ашуров смог бежать. Не имея возможности перейти в Турцию, Ашуров переехал в Ростов. Скончался в 1936 году в Ростове.